# 이베타 루토프스카
이베타 루토프스카(Iveta Lutovská, 1983년 5월 14일 ~ )는 체코의 모델, 사회자, 미인 대회 우승자이다. 2009년 미스 체코 우승자이며 미스 유니버스 2009에서 체코 대표로 참가했다.